# Jekerdal (Maastricht)
Jekerdal is een woonwijk in het zuidwesten van de Nederlandse stad Maastricht. Het is tevens een van de 44 officiële buurten binnen de gemeente Maastricht.

## Ligging
De buurt wordt begrensd door het riviertje de Jeker en het sportpark Jekerdal in het westen, de buurt Sint Pieter in het zuiden, Villapark in het oosten en Jekerkwartier in het noorden.
In de praktijk worden de namen van de buurten Jekerdal, Sint Pieter en Villapark nogal eens verward. De verwarring is ontstaan nadat de gemeente Maastricht, in navolging van het CBS, een wijk- en buurtindeling introduceerde die afweek van de ingeburgerde benamingen. Een groot deel van het Villapark behoort thans tot het Jekerkwartier, het gehele dorp Sint Pieter is nu onderdeel van de buurt Villapark en het grootste deel van het natuurgebied Jekerdal, inclusief het gelijknamige sportpark, is bij de buurt Sint Pieter ingedeeld.

## Beschrijving
De meeste vrijstaande en twee-onder-een-kapwoningen in de buurt kwamen tot stand in de jaren 1950 en '60. Jekerdal is een typisch voorbeeld van een middenklassewijk uit die periode. Enkele huizen zijn ouder en doorbreken de eenvormigheid: de villa Mergelweg 65 (A. Deussen, 1926), Mergelweg 123 (A. Boosten, 1930), Mergelweg 107 (J. Huysmans, 1947), het blok van zes woonhuizen Plenkershoven 1 t/m 11 (F. Dingemans, 1949) en de villa's Laan van Brunswijk 65 en 75, alsmede Jekerschans 75 (alle M. Hoen, 1956-1958). Negen objecten, waaronder de genoemde panden en een transformatorhuisje aan de Luikerweg uit circa 1930, zijn gemeentelijke monumenten.

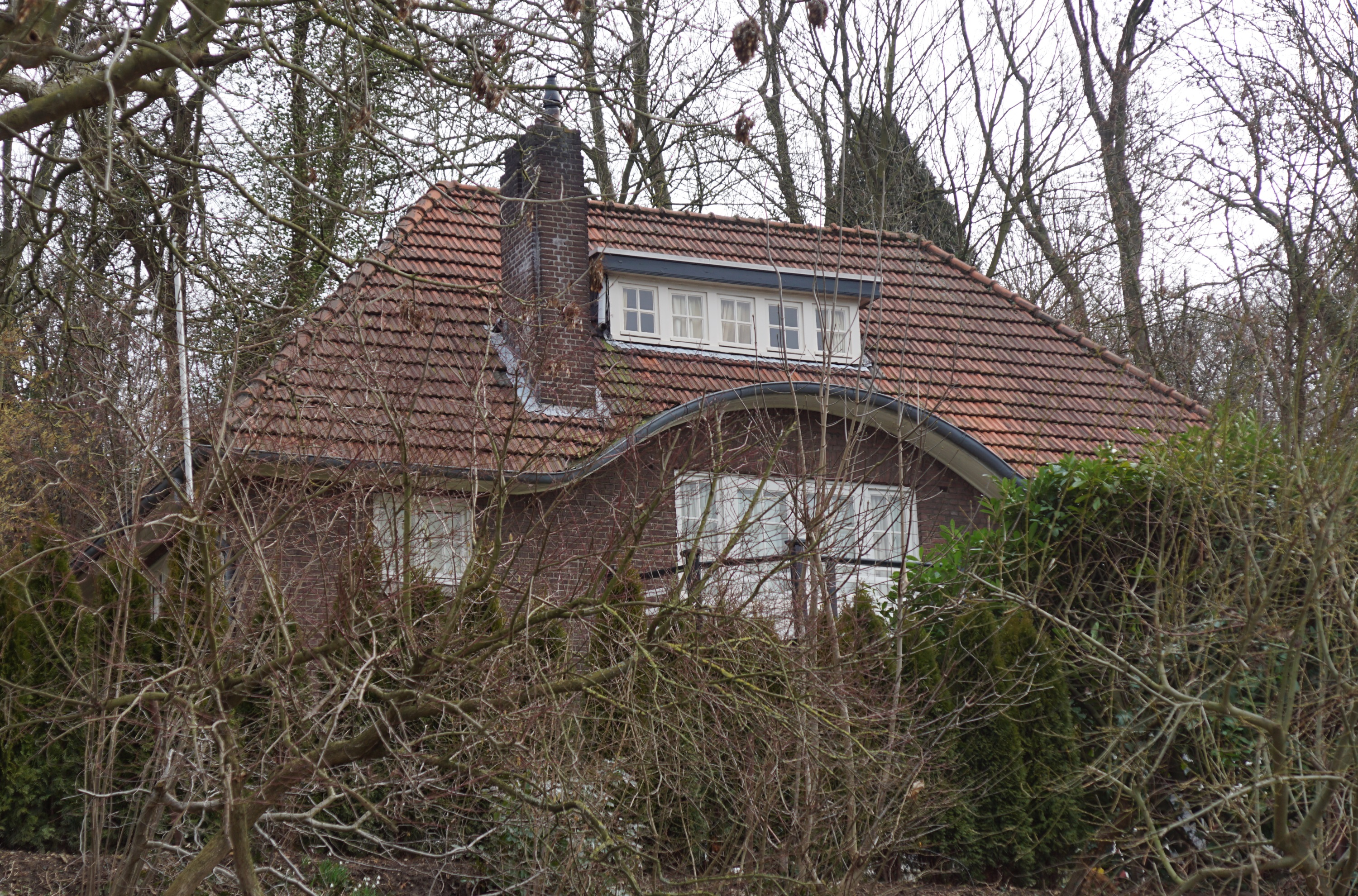
Mergelweg 65
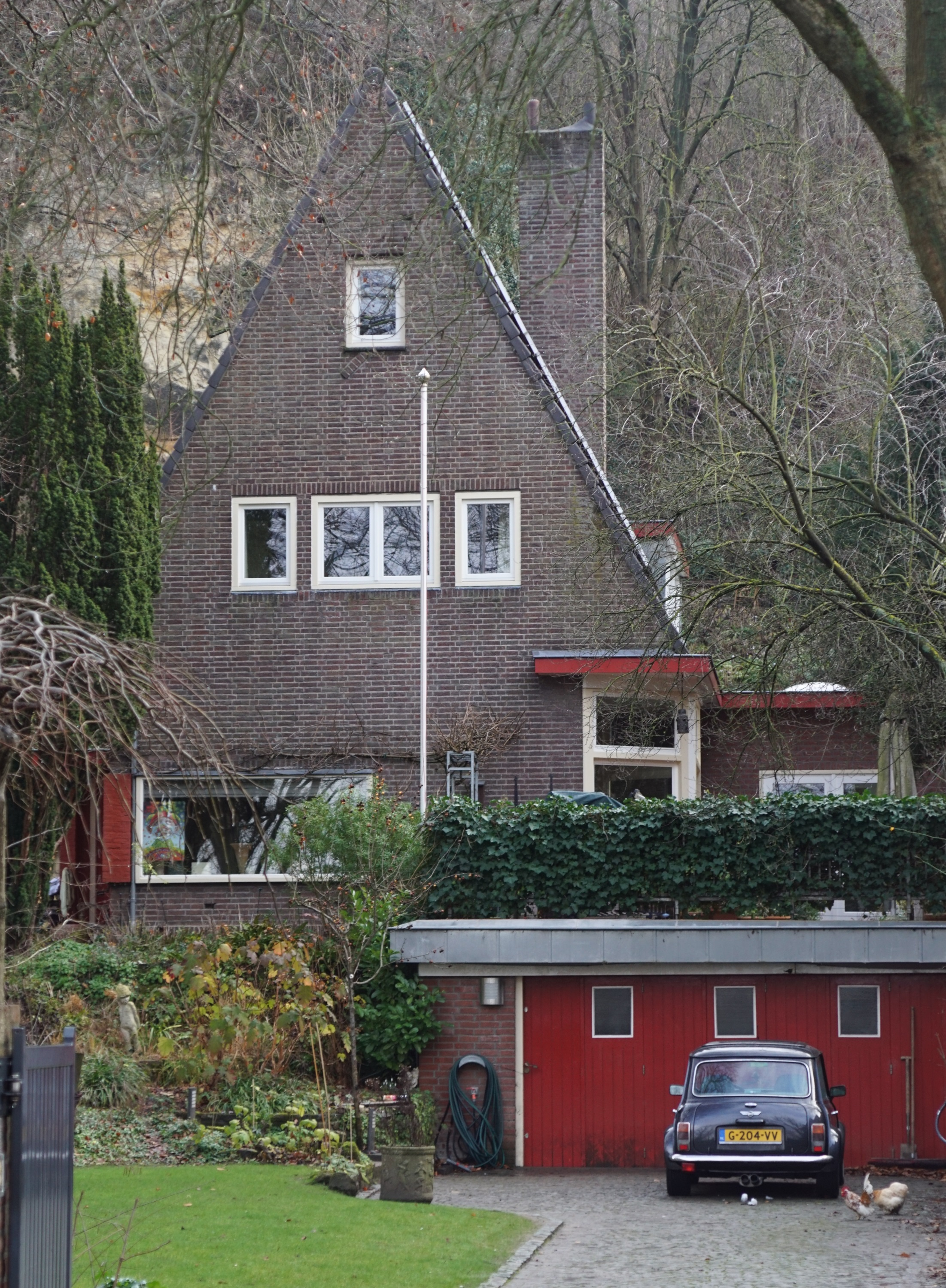
Mergelweg 123
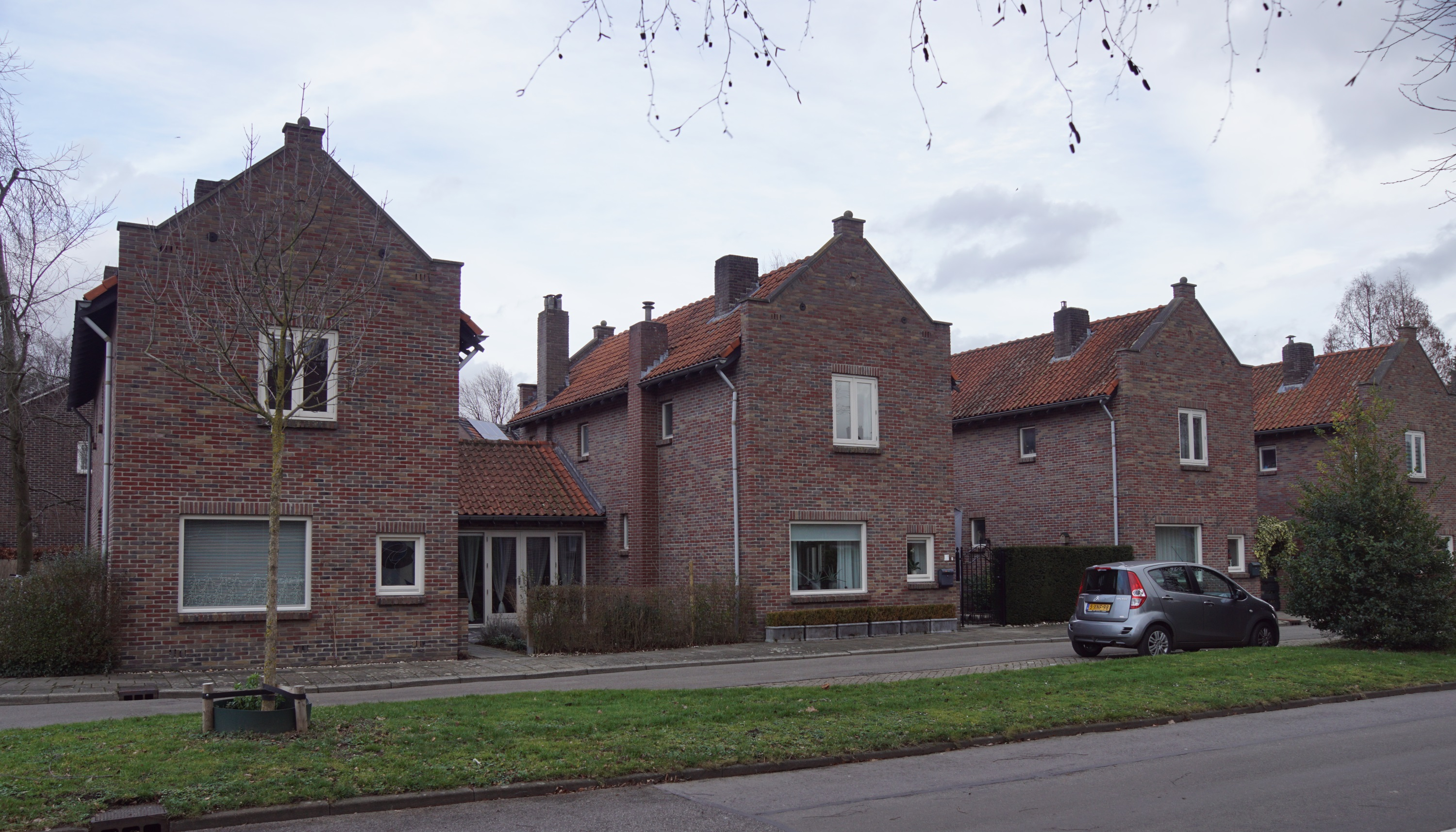
Plenkershoven 1 t/m 11
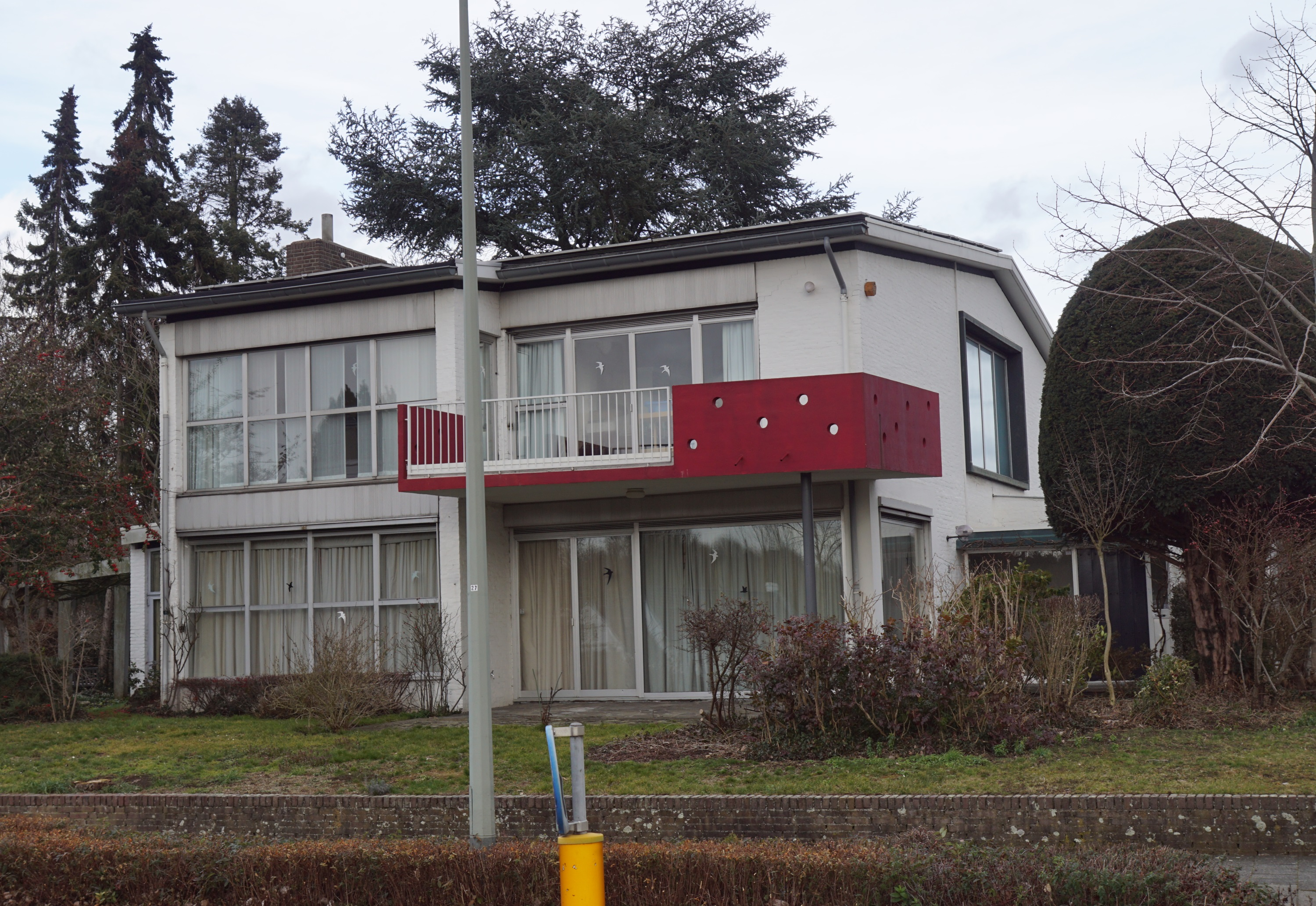
Laan van Brunswijk 65

Op de hoek van de Sint Hubertuslaan en de Prins Bisschopsingel, op een deel van de tot de Tapijnkazerne behorende sportterreinen in het noordelijk deel van de wijk, verrees in 1975-78 het hoofdbureau van politie van architect Gerard Snelder in pseudo-Maaslandse stijl. Het betonskelet van de gevels is ingevuld met lichtgekleurde bakstenen, waarbij de betonnen balken zichtbaar bleven. In 1996 werd het gebouw langs de Hubertuslaan uitgebreid naar een ontwerp van Buro Hoen in een afwijkende stijl.
In 2004 werd ten westen en ten zuiden van de buurt in het dal van de Jeker het Jekerpark aangelegd, waarvan echter het alleen het kleinere noordelijke deel bij de wijk hoort (het zuidelijk deel hoort bij de wijk Sint Pieter). Het park heeft het uiterlijk van een glooiende, bloemrijke weide met verspreide boomgroepen en een slingerend pad dat naar de Jeker toe en er vanaf buigt. In het park staan een vijftal natuursteenblokken opgesteld, waarin gedichten over de Jeker zijn gegraveerd.

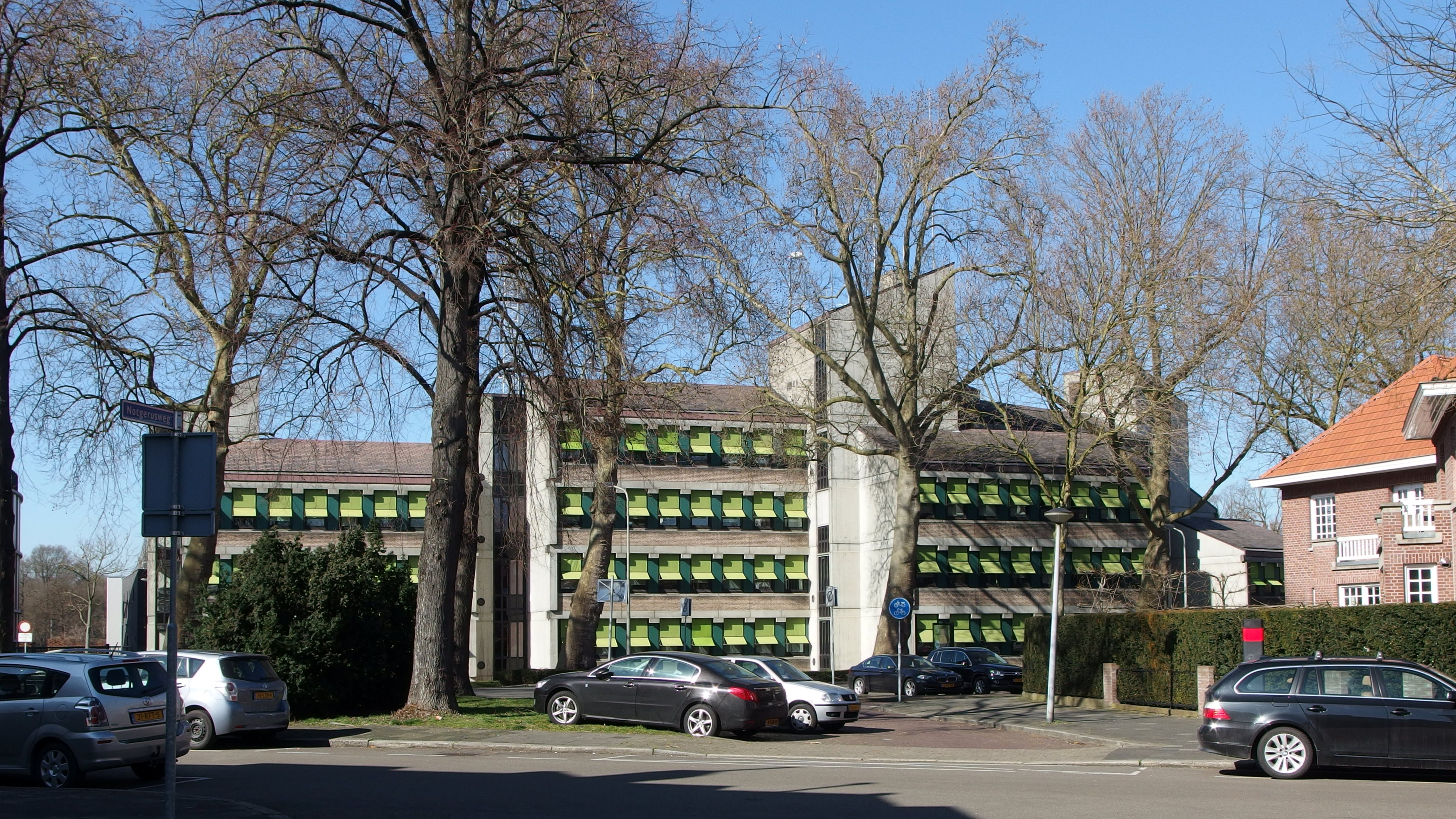
Politiebureau
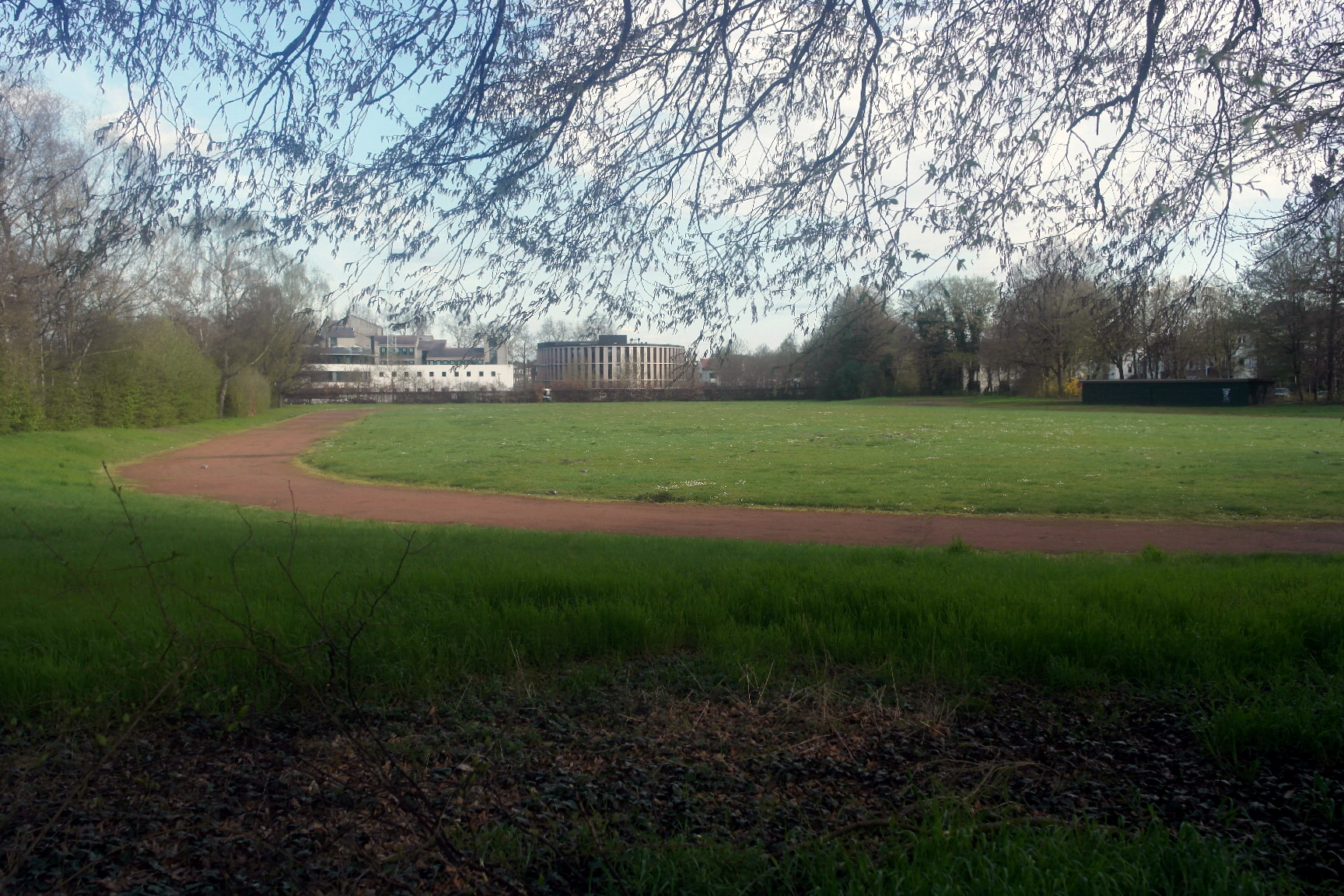
Vm. sportveld Tapijnkazerne
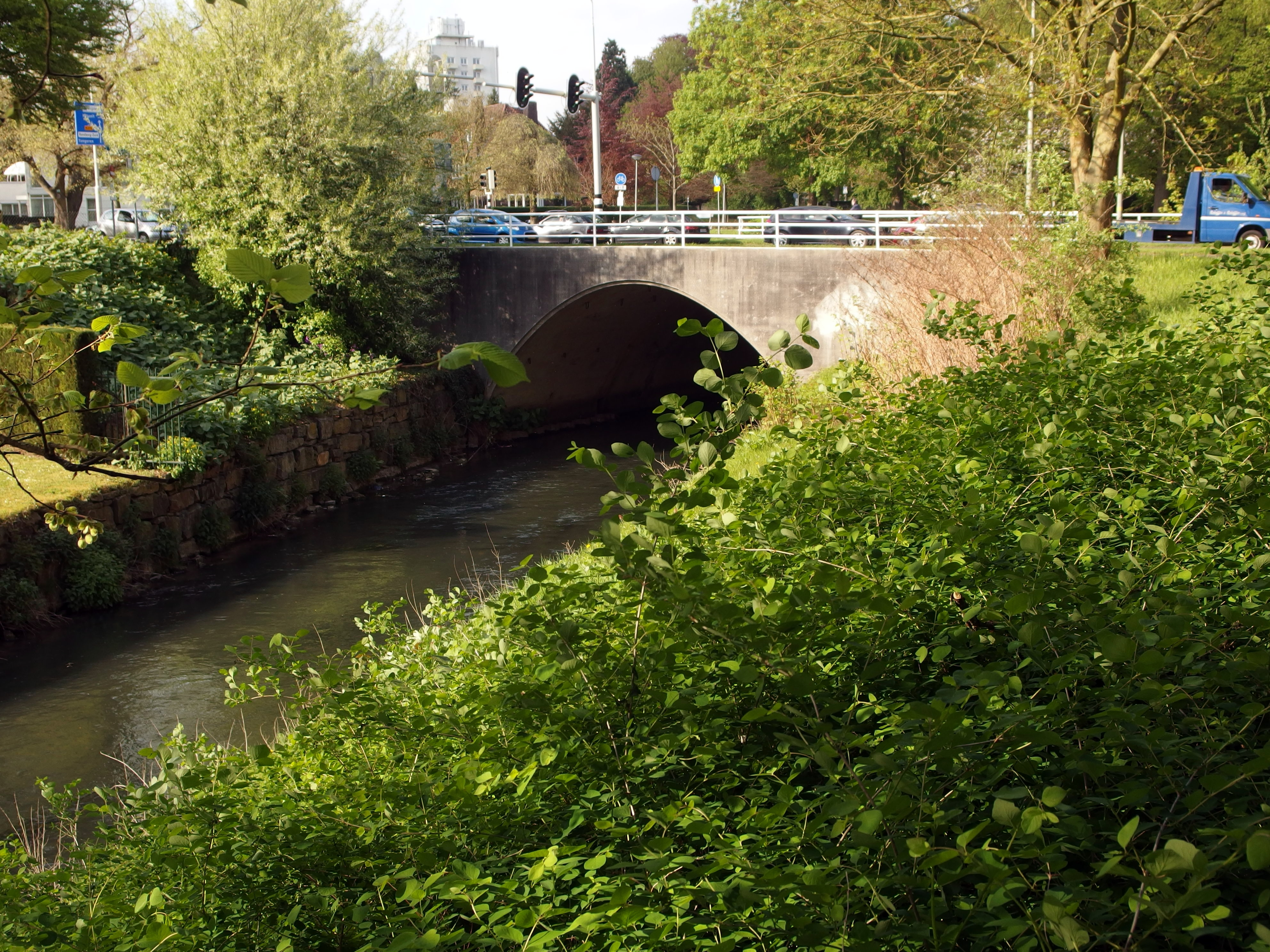
Jekerbrug
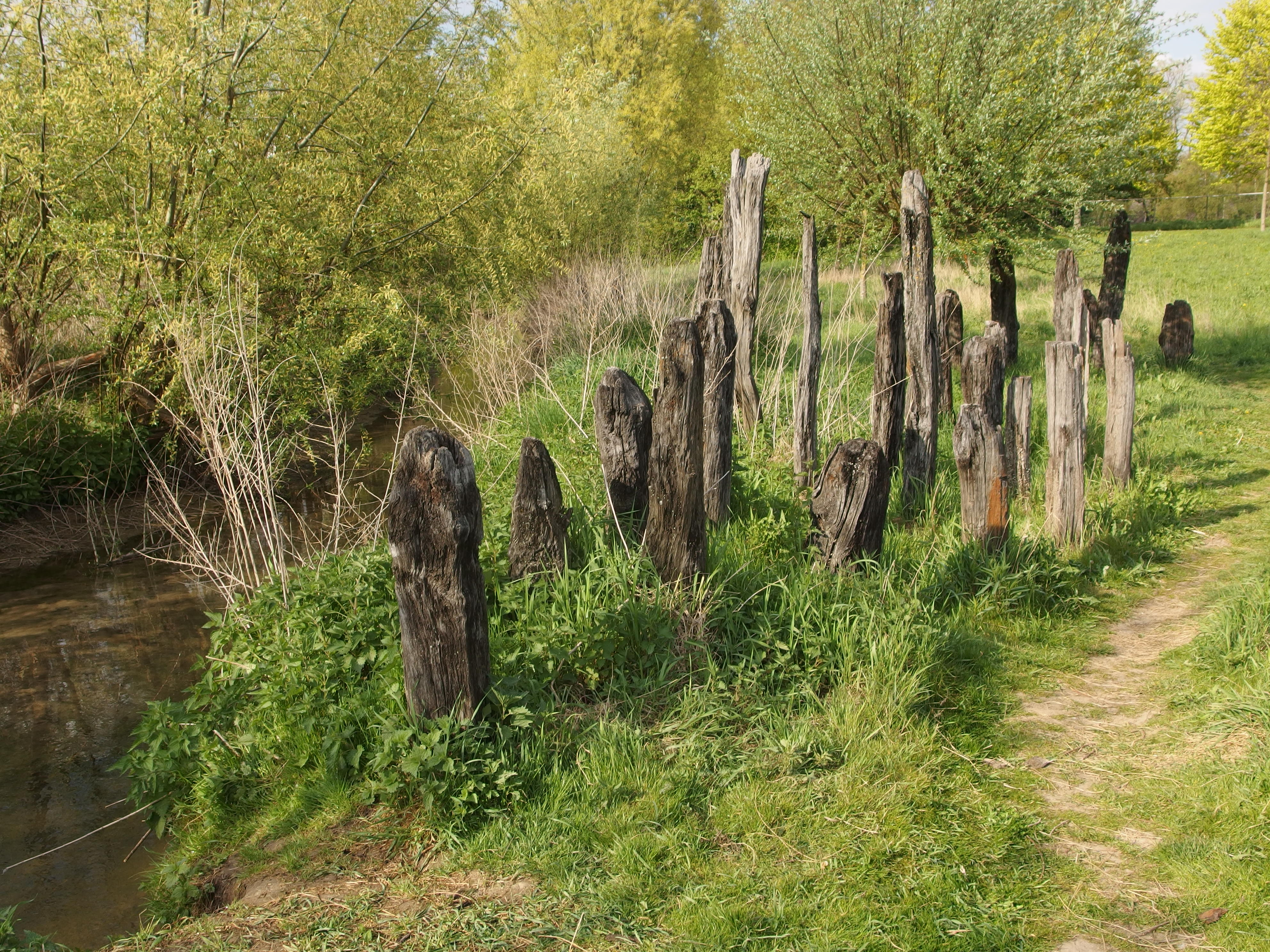
Natuurpark